# Aeropuerto de León
El Aeropuerto de León (IATA: LEN, OACI: LELN) es un aeropuerto español de Aena situado en los municipios de Valverde de la Virgen y San Andrés del Rabanedo, seis kilómetros al oeste de la ciudad de León, España.
Es el aeropuerto situado a mayor altitud en la península ibérica (916,50 m s. n. m.) y junto a él se ubica una de las bases aéreas más antiguas de España, también es el aeropuerto más grande de toda Castilla y León.

## Historia

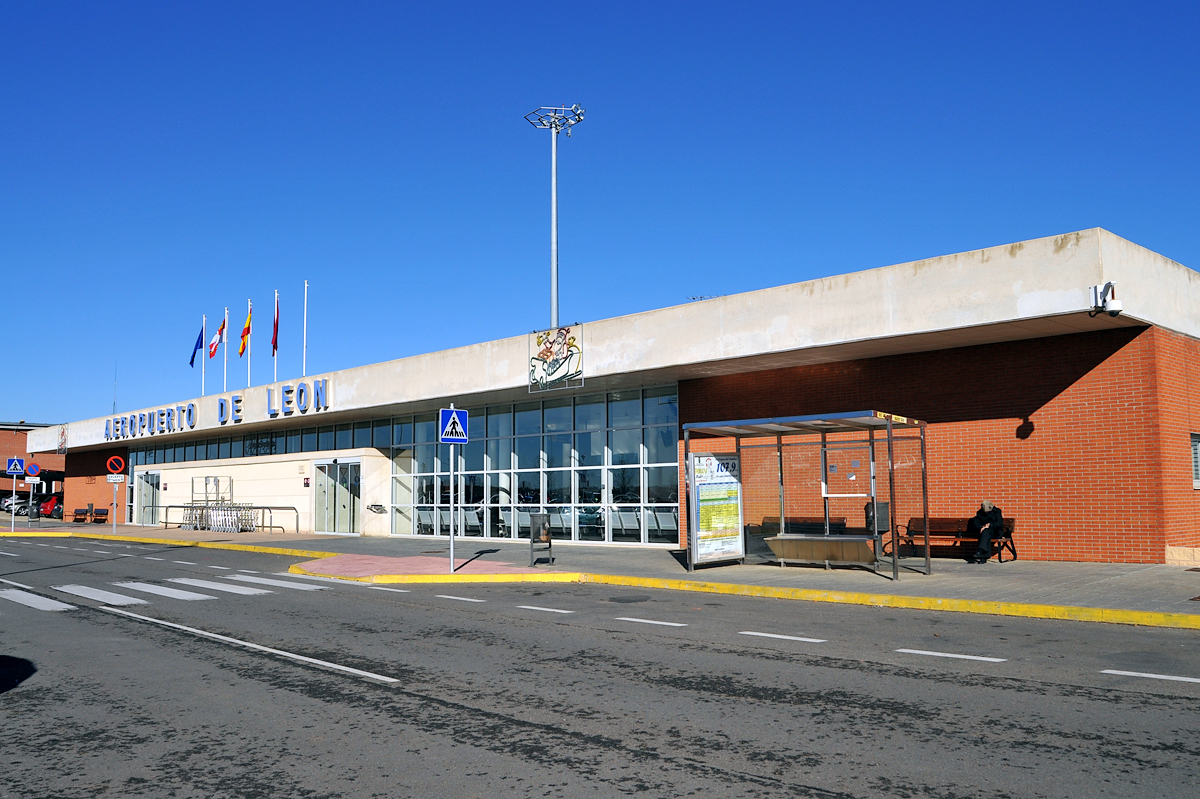
Antigua terminal del aeropuerto de Leon.

El origen del aeropuerto de León se remonta a 1920, cuando mediante disposición ministerial aparece el futuro Aeródromo Militar de León. No es hasta 1924 cuando comienzan las obras con el objetivo de crear un aeropuerto de escala para las aeronaves de la ruta aérea Asturias-Madrid. En 1929 el aeropuerto se habilita de forma provisional para prestar sus primeros servicios de navegación aérea comercial.
Esa primera base aérea se situaba aproximadamente en el mismo lugar que la actual: un páramo, desde el que se divisa la capital leonesa, rodeado de tierras de labranza actualmente abandonadas. Las obras de acondicionamiento anteriormente descritas dotaron al aeropuerto de cuatro hangares para el almacenamiento y reparación de aeronaves así como los servicios básicos de combustible, agua y teléfono. Una manga de viento, una señal en el centro del campo y diversas ayudas a la navegación constituían el resto del complejo que por aquel entonces era la sede del grupo 21 de reconocimiento de la Escuadra número 1 del Parque Regional del Noroeste.
Durante la Guerra Civil, el aeródromo de León se convierte en sede de numerosas unidades aéreas lo que es clave a la hora de entender su historia, pues tras la guerra fue catalogado dentro de la “Clase A”, permitiendo esto su crecimiento durante la década de los 40. En estos años se realizan importantes mejoras técnicas en el aeródromo como la colocación de balizamiento nocturno, un radiogoniómetro y la implantación de instalaciones de radio.
Es en esta época cuando se decide crear la Academia de la Aviación, de la cual salieron las primeras promociones de la Academia General del Aire. Tras unos primeros años de funcionamiento la Academia fue sustituida por la Escuela de aprendices a la que se unió la de Especialistas del Ejército del Aire, actual Academia Básica del Aire y del Espacio.

### Apertura al tráfico civil
En 1946 se puede empezar a hablar de Aeropuerto de León, pues por orden ministerial se abre al tráfico civil la base aérea de La Virgen del Camino. En esos momentos se dispone de un campo de vuelos con una pista de aterrizaje. Las servidumbres aeronáuticas son publicadas en 1967 y no se modificarán hasta 1988. En 1990, las administraciones local y autonómica deciden promover la consolidación de una infraestructura aeroportuaria moderna con la vista puesta en la futura explotación comercial del aeropuerto. Para ello la implicación de la Diputación Provincial fue crucial, ya que solicitó al Ministerio de Defensa la ubicación de instalaciones civiles dentro de los terrenos del aeródromo; aceptándose dicha solicitud en 1991.

### Inicio de las operaciones comerciales
En 1994 comienza la denominada historia comercial del aeropuerto. La primera fase del denominado proyecto de aeropuerto civil de León permitió dotar al aeropuerto de una pista de vuelo, una calle de enlace y un estacionamiento, que fueron inauguradas en julio de 1995. En 1997 se iniciaron las obras de la segunda fase, que resultó crucial para la inauguración del aeropuerto de cara a la explotación comercial. En esta segunda fase se construyeron un edificio terminal y uno de servicios, obras que estuvieron terminadas en enero de 1999. El 2 de junio de 1999 un vuelo de la compañía Iberia con destino Barcelona inauguró oficialmente el Aeropuerto de León. Desde entonces esta compañía bajo en nombre de su filial Air Nostrum ha seguido manteniendo vuelos regulares a Madrid y Barcelona.
Desde el año 2003 hasta nuestros días se vienen realizando ampliaciones y mejoras ininterrumpidas con el objetivo puesto en alcanzar los 500.000 pasajeros en el año 2012, según el Plan general de Infraestructuras PEIT. En ese año se construyó un nuevo edificio para el Servicio de Salvamento y Extinción de Incendios (SEI) con su correspondiente zona urbanizada; así como el bloque técnico y un depósito elevado de agua.

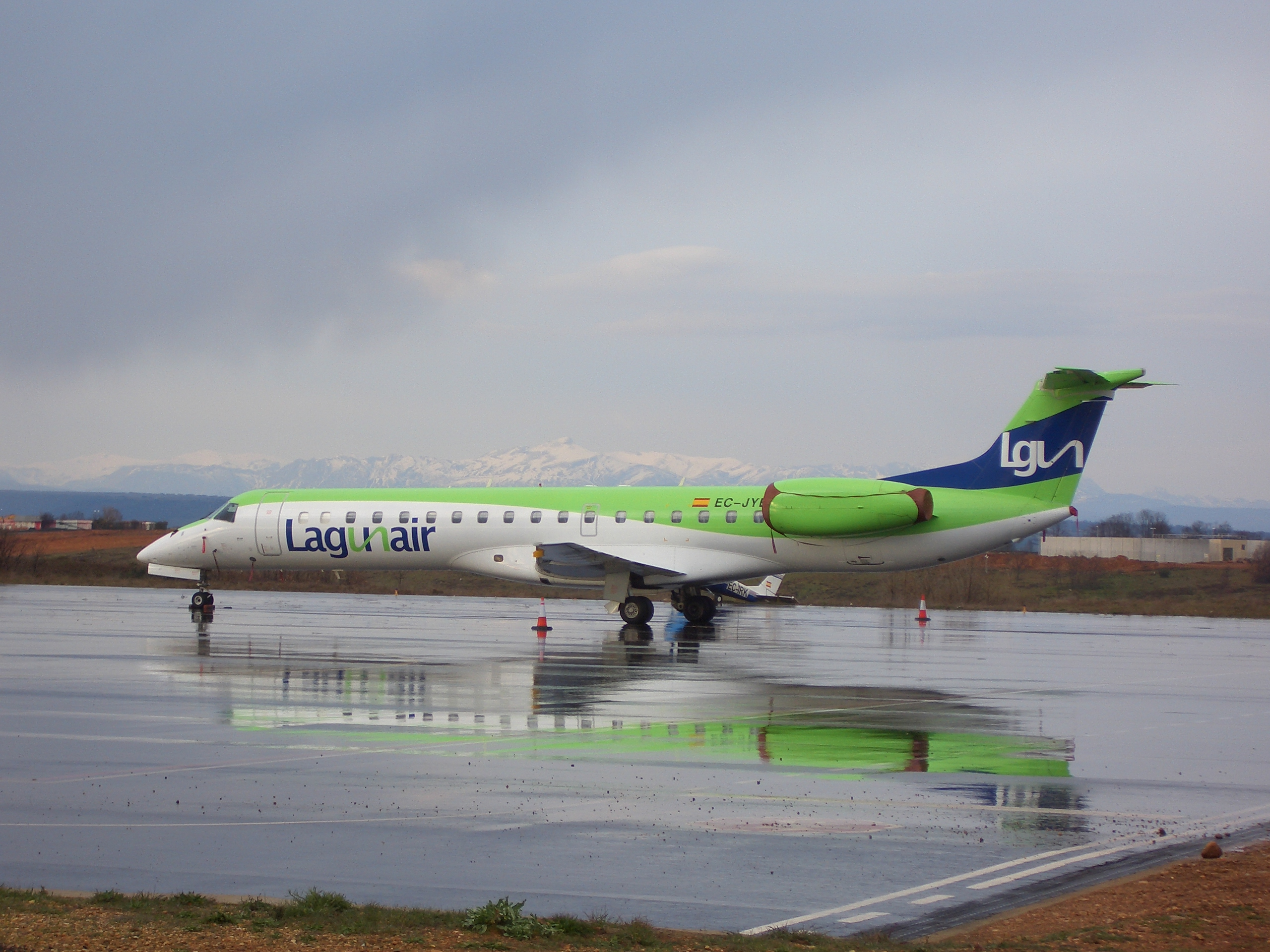
Embraer ERJ 145 de LagunAir en el Aeropuerto de León.

Posiblemente el año más trágico para la corta historia de este aeropuerto fue 2005 cuando la compañía leonesa LagunAir decidió suspender sus operaciones debido a las dificultades técnicas del Aeropuerto de León y la inadecuada gestión de este aeropuerto por parte de AENA. Pocas semanas más tarde el "Consorcio Aeropuerto de León" alcanzó un acuerdo con el grupo empresarial Agelco que se hizo cargo de la compañía salvando los números del aeropuerto y en cierto modo contribuyendo a su consolidación.
Ese mismo año se puso en funcionamiento la primera de las dos ampliaciones de la pista realizadas en los últimos años. Concretamente pasó a alcanzar los 2100 m, además se amplió la plataforma de estacionamiento de aeronaves en 14.600 m, y se llevó a cabo la instalación de un sistema de aterrizaje ILS Cat I.
En 2007 se concluyó la segunda ampliación de la pista, alcanzando los actuales 3.000 m; con lo que las posibilidades del aeropuerto son prácticamente ilimitadas, la longitud de pista permitiría ya operar a reactores de más de cien pasajeros con destinos de hasta 4.000 millas náuticas, lo que supone incluso cubrir rutas como Canarias, la costa este de Estados Unidos, Oriente Próximo, gran parte de África, el Caribe o los países centroeuropeos. Estos destinos podrían ofertarse directamente desde León si existiesen compañías interesadas en este mercado, y una demanda real de pasajeros para alguno de estos destinos.

### Nuevo impulso

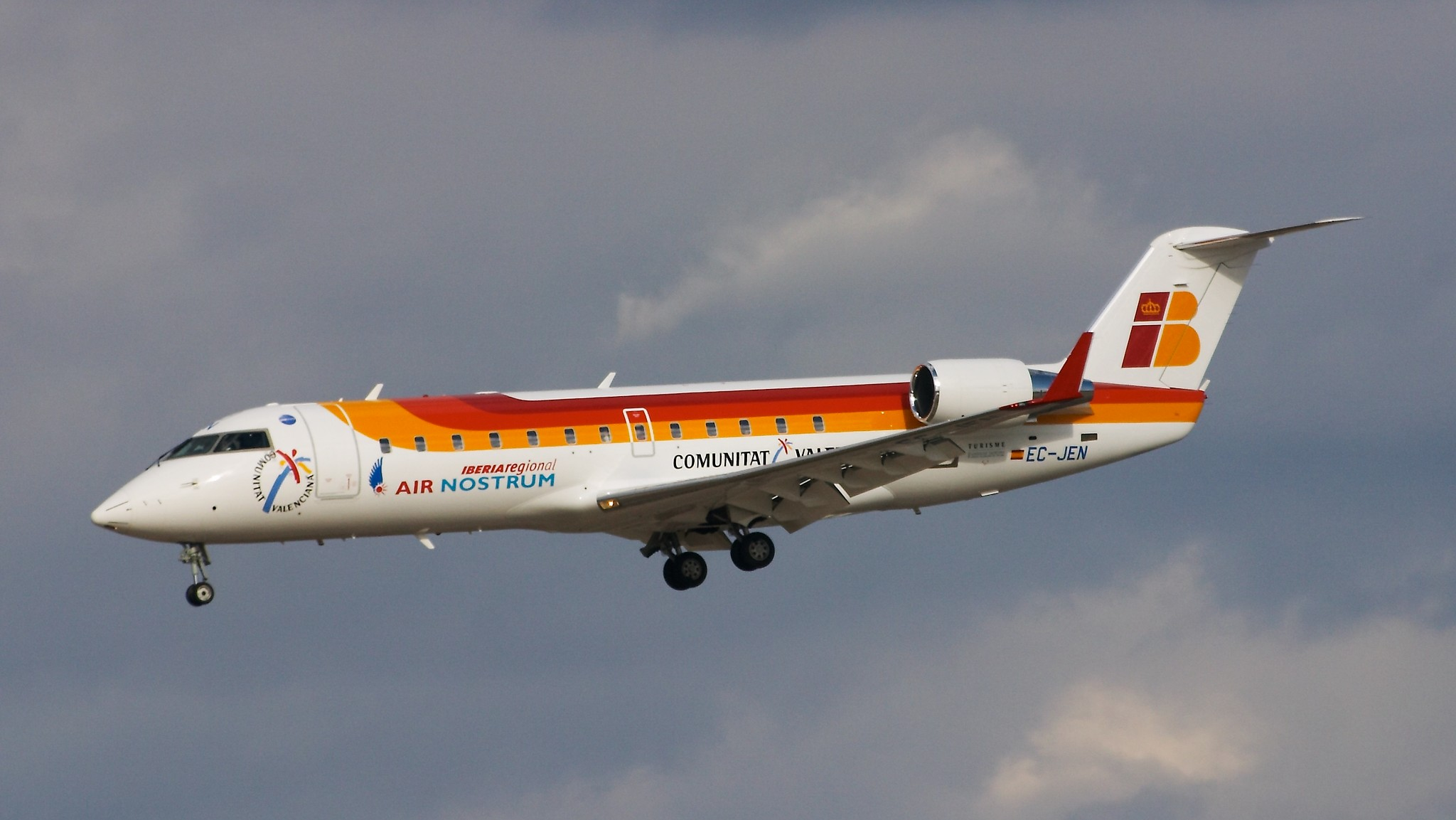
Bombardier CRJ-200, un avión de Air Nostrum, que después de la quiebra de LagunAir es la principal aerolínea del aeropuerto.

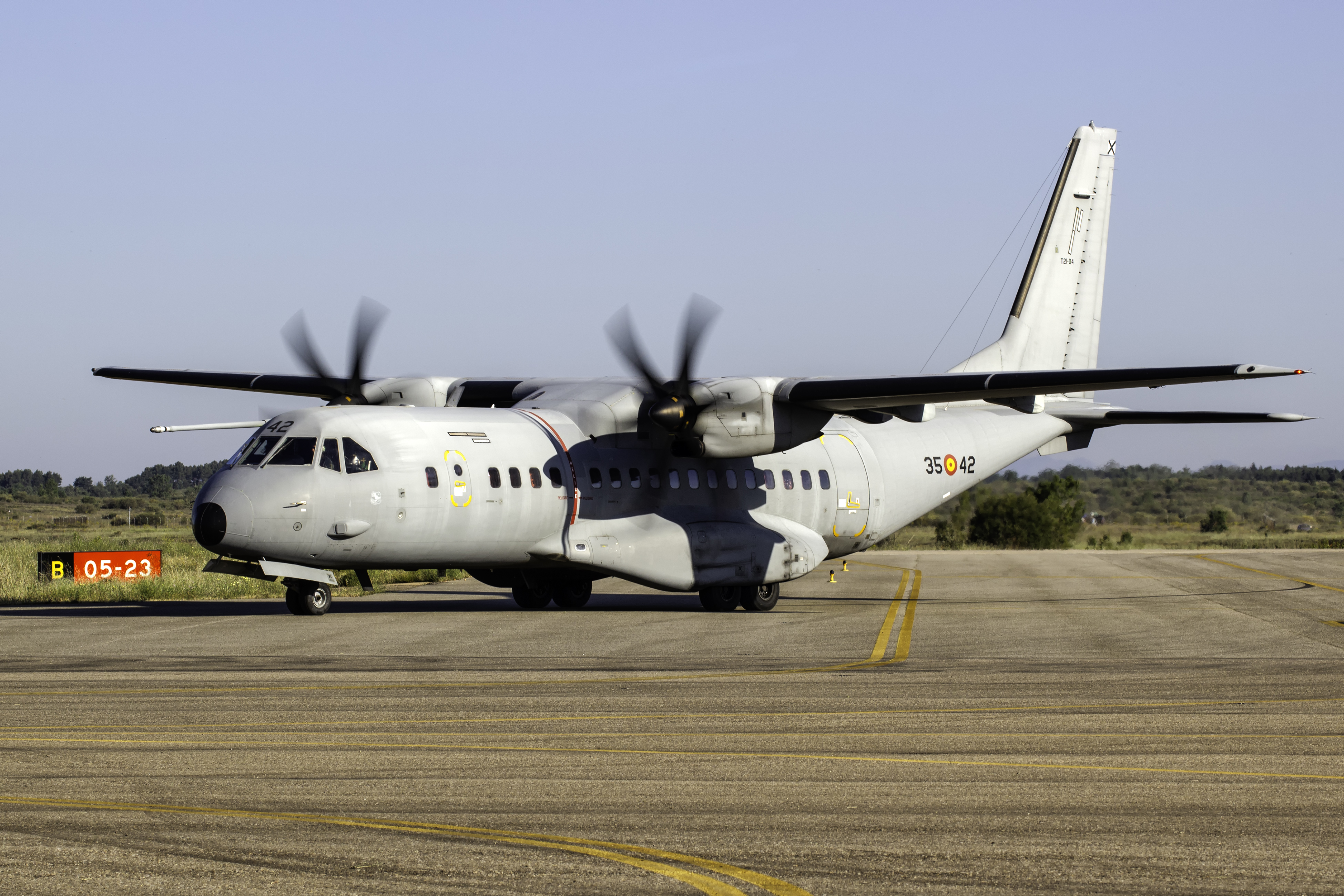
C-295 Ejército del Aire en León

El 22 de diciembre de 2007 el presidente del Gobierno José Luis Rodríguez Zapatero presentó la tercera ampliación del aeropuerto. Esta consiste en la construcción de una nueva área terminal de 9.600 m² de superficie construida repartida en dos plantas, con 5.000 m² útiles, en la adecuación de un nuevo aparcamiento de 275 plazas para turismos y 8 para autobuses y en la urbanización de una nueva plataforma de estacionamiento de 30.250 m². Estas obras supondrían duplicar la actual capacidad del aeropuerto en todos los aspectos, ya que actualmente cuenta con una plataforma civil de 26.800 m², una terminal de 1.500 metros cuadrados útiles y un aparcamiento de 131 plazas. El proyecto contempla conservar toda la infraestructura existente, a excepción del actual aparcamiento, que sería eliminado para dejar sitio a la NAT, por lo que el aeropuerto, después de las obras, contaría con dos terminales, una de 1.500 m² cuyo uso todavía no está definido, otra de 5.000 m² que sería la nueva terminal de viajeros, una plataforma de 57.050 m² y un aparcamiento de 275 plazas. De forma conjunta a esto, se prevé la construcción de un acceso directo con cuatro carriles desde la circunvalación sur de León al aeropuerto.
AENA licitó, el 28 de diciembre de 2007, las obras de construcción de la nueva Terminal para Aeropuerto, así como el aparcamiento con capacidad para 275 plazas y la nueva plataforma de estacionamiento de aeronaves. El 13 de enero de 2008, el Ministerio de Medio Ambiente decidió que era innecesaria una Declaración de Impacto Ambiental, abriendo así las puertas a su adjudicación inmediata, que se produciría un día después. Finalmente, las obras de la nueva terminal concluían a lo largo del mes de septiembre de 2010, inaugurándose por parte del Ministro de Fomento el 11 de octubre de 2010.
Desde el 2017 ha habido un esfuerzo por incrementar el tráfico en LEN, y ha vuelto a crecer. Vuelos "Charter" y clubes de agencias de viajes y de la Comunidad de Castilla y León han existido ya por un tiempo, y en 2019 Air Nostrum anunció el comienzo de estudios sobre nuevas rutas desde León a Londres, Paris, Roma o Frankfurt debido al incremento de demanda desde 2018.

## Infraestructuras
Lado aire:
- 1 pista de 3000 m
- 1 sistema ILS Cat. I para la aproximación a la pista 23.
- 1 sistema de iluminación de aproximación de precisión cat. I 900 m.
- 1 plataforma civil de 57.050 m²
- Dispone de capacidad de repostado de JET A1, pero no de AVGAS.

Lado tierra:
- 2 terminales de pasajeros de 5.000 m².
- 1 aparcamiento con 406 plazas (130 en el antiguo aparcamiento).

(Para más información consultar los datos y la carta del aeródromo en "enlaces externos")

## Accesos
El acceso al aeropuerto de León se realiza desde la localidad de la Virgen del Camino, a través de una calle que desemboca en la

 N-120 .
En un futuro próximo, se pondrá en marcha un nuevo acceso entre la Ronda Sur de la capital leonesa y el aeropuerto, según lo comprometido por Aena. Dicho acceso, que tendría una longitud aproximada de 3,7 kilómetros, comenzaría en el enlace de la ronda sur del polígono industrial de Trobajo y seguiría hacia el enlace de la  N-120  para después continuar hasta el aeropuerto leonés; todo el recorrido contará con cuatro carriles. A largo plazo, además de este enlace, se plantean un segundo, a través de la ronda noroeste de la ciudad, todavía no construida, y un tercero que conectaría directamente con la ronda interior de la ciudad. La construcción de este último se realizaría según fuese creciendo urbanísticamente el municipio de San Andrés del Rabanedo, por cuyo territorio discurriría en su totalidad el trazado del tercer acceso, de cuatro carriles, como el resto de la ronda interior leonesa.

## Aerolíneas y destinos
| Barcelona         | Aeropuerto Josep Tarradellas Barcelona-El Prat | Air Nostrum              |
| Gran Canaria      | Aeropuerto de Gran Canaria                     | Air Nostrum (Estacional) |
| Ibiza             | Aeropuerto de Ibiza                            | Air Nostrum (Estacional) |
| Málaga            | Aeropuerto de Málaga-Costa del Sol             | Air Nostrum (Estacional) |
| Menorca           | Aeropuerto de Menorca                          | Air Nostrum (Estacional) |
| Palma de Mallorca | Aeropuerto de Palma de Mallorca                | Air Nostrum (Estacional) |

## Estadísticas
Ver fuente y consulta Wikidata.

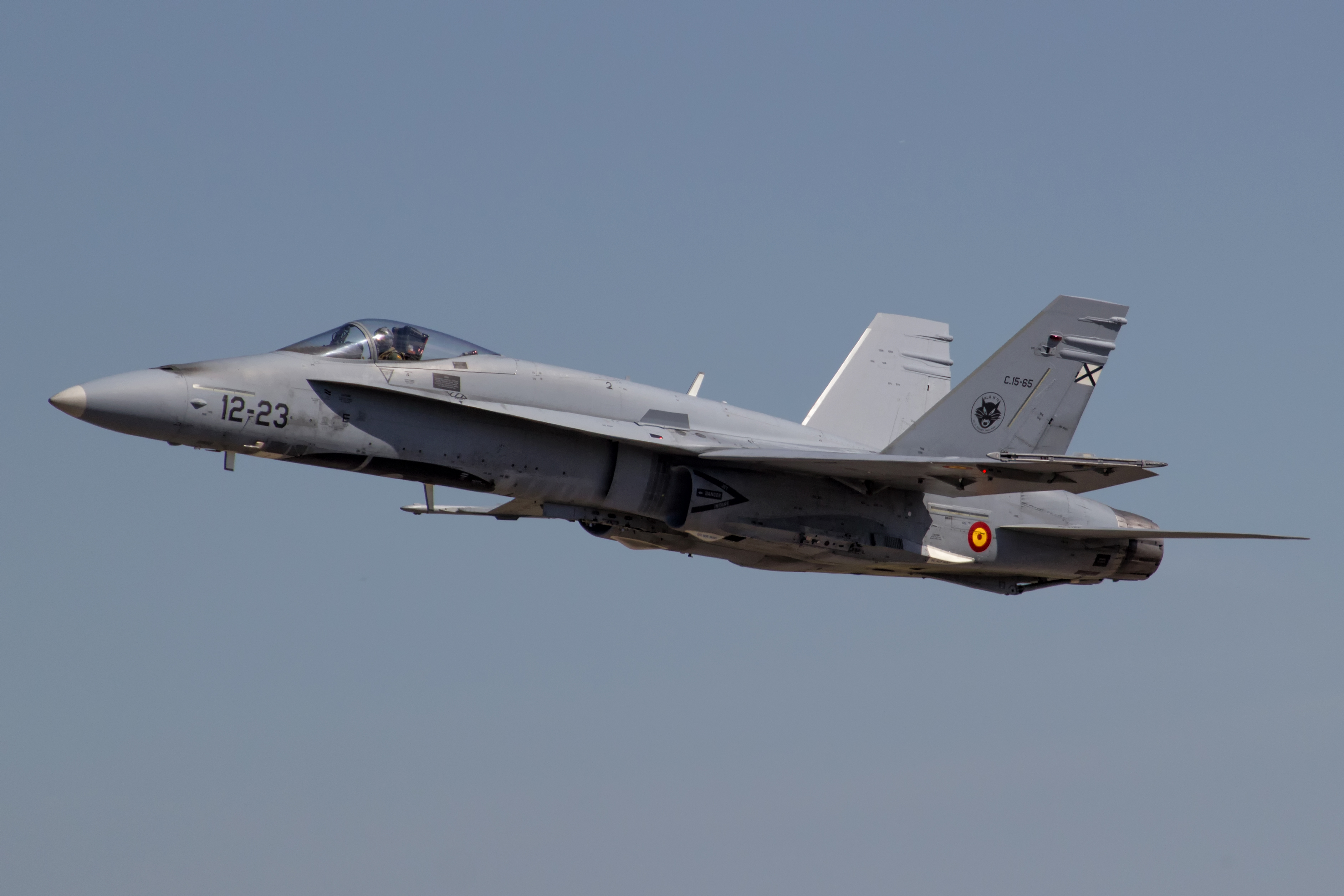
EF-18 Ejército del Aire en León

La evolución de los pasajeros en este aeropuerto se muestra en la tabla siguiente:
| Año           | 2001   | 2002   | 2003   | 2004   | 2005   | 2006    | 2007    | 2008    | 2009   | 2010   | 2011   | 2012   | 2013   | 2014   | 2015   | 2016   | 2017   | 2018   | 2019   | 2020   | 2021   | 2022   | 2023   | 2024   |
| ------------- | ------ | ------ | ------ | ------ | ------ | ------- | ------- | ------- | ------ | ------ | ------ | ------ | ------ | ------ | ------ | ------ | ------ | ------ | ------ | ------ | ------ | ------ | ------ | ------ |
| Pasajeros     | 24.816 | 23.972 | 31.607 | 65.187 | 80.894 | 126.650 | 161.705 | 122.809 | 94.282 | 93.313 | 85.725 | 50.835 | 30.890 | 23.133 | 38.680 | 36.554 | 44.389 | 55.946 | 65.982 | 18.600 | 28.518 | 45.037 | 63.442 | 62.115 |
| Operaciones   | 2.605  | 2.793  | 2.951  | 5.241  | 5.279  | 6.296   | 7.328   | 5.700   | 4.767  | 4.770  | 4.461  | 2.630  | 1.962  | 1.397  | 1.885  | 1.814  | 2.236  | 2.605  | 2.755  | 1.890  | 2.885  | 3.213  | 3.247  | 3.268  |
| Variación pax | 17%    | 3,4%   | 31,8%  | 106,2% | 24,1%  | 56,6%   | 27,7%   | 24,1%   | 23,5%  | 2,0%   | 8,2%   | 40,7%  | 39,5%  | 25,1%  | 67,2%  | 5,6%   | 21,6%  | 26,4%  | 18,3%  | 71,8%  | 53,3%  | 57,9%  | 40,9%  | 2,2%   |
| Variación ops | -      | 7,2%   | 5,7%   | 66,5%  | 0,7%   | 19,3%   | 16,2%   | 22,3%   | 16,4%  | 0,1%   | 6,5%   | 41,0%  | 25,4%  | 28,8%  | 34,9%  | 3,8%   | 23,1%  | 16,5%  | 5,8%   | 31,5%  | 52,6%  | 11,4%  | 1,1%   | 0,6%   |